# スカイ・ブラウン
スカイ・ブラウン（Sky Brown、2008年7月7日 - ）は、イギリスと日本の二重国籍を持つスケートボーダー、サーファー。世界で最も若いプロのスケートボーダーであり、アメリカのテレビ番組「ダンシング・ウィズ・ザ・スターズ：ジュニアーズ」でも優勝している。選手としてはイギリス代表として活動しており（後述）、五輪では2020年東京、2024年パリで銅メダルを獲得した。

## 私生活
イギリス人の父・ストゥ・ブラウン（スチュアート・ブラウン、Stuart Brown）と、日本人の母・美枝子の間に日本の宮崎県宮崎市で生まれる。日本の戸籍を有しており、戸籍上の日本名はブラウン澄海（ぶらうんすかい）。
父ストゥは、10代をアメリカで過ごし、サーフィンの環境が気に入った宮崎に移住し、そこで母美枝子と出会った。スカイが小学校3年生の時にブラウン一家は同じ宮崎県内の高鍋町に移住しているが、一年の半分はアメリカで生活し、残り半分を宮崎で過ごす生活を送っていた。高鍋町立高鍋東中学校在籍だが、2019年以降は大会出場やCOVID-19の影響で宮崎の自宅に戻れておらず、高鍋東中学校には一日も出席できていない。
両親と弟・オーシャン（大海）共々スケートボードとサーフィンに親しむ一家であり、ブラウンの通った幼稚園にはスケートパークがあった。高鍋町にはスケートパークがないため、ブラウンは現在、裏庭にスケートランプを持っている。サーフィンにも打ち込んでおり、日本にいるときは朝5時に起きて学校に通う前にサーフィンをしている。

## キャリア
ブラウンにはスケートボードのコーチがいない代わりにYouTubeからトリックを学んでいる。時々、スノーボードでオリンピックのメダルを獲得したショーン・ホワイトと練習を行っている。ブラウンはナイキがスポンサーとなっており、ナイキがスポンサーとなっている世界最年少のアスリートとなっている。ブラウンはセリーナ・ウィリアムズとシモーネ・バイルズと共にナイキのキャンペーンに出演している。また、スケートボードメーカーのオールモストと、スケートボードを通じた国際支援を行う非営利団体Skateistanと提携し、オリジナルのスケートボードのデザインを行っている。ブラウンはInstagramで602,000人以上のフォロワーを持ち、YouTubeで2,900万回以上の再生回数を誇る 。10歳のとき、ブラウンは世界最年少のプロスケートボーダーとなった。
2016年、8歳のときにブラウンはバンズUSオープン（Vans US Open）に参加し、このイベントに出場する史上最年少の人物となった。ブラウンは暑さの中でスケートボードから落ちた。2017年、ブラウンはアジアコンチネンタルファイナルで2位になり 、2018年のバンズパークシリーズ（Vans Park Series）にてトップ10でフィニッシュした。2018年、ブラウンはテレビ番組「ダンシング・ウィズ・ザ・スターズ」のスピンオフ企画「ダンシング・ウィズ・ザ・スターズ：ジュニアーズ」に俳優J・T・チャーチとペアを組んで参加、優勝した。
2019年2月、ブラウンはエストニアのタリンで開催されたスケートボード&BMX PARKの国際大会「SimpleSession」で優勝。同年3月、ブラウンは大会出場にあたり、（生まれ育った）日本代表ではなく（父の国籍である）イギリス代表として大会に出場することを明らかにした。ブラウンは、英国スケートボード協会の「よりリラックスしたアプローチ」を選んだと述べた。2019年、ブラウンは世界スケートボード選手権 、Xゲームでフロントサイド540を成功させた最初の女性選手となった。ブラウンはXGamesスケートボードイベントでは5位に終わった。ブラウンは、ブラジルで開催された2020パーク世界スケートボード選手権で3位になった。
ブラウンは夏季オリンピックで初採用となる2020年東京オリンピックのスケートボード競技に出場しようとした5人の英国人の1人であった が、2020年5月28日、カリフォルニアでのトレーニング中に、ブラウンはハーフパイプ（ヴァートランプ）の外に飛び出してバランスを崩しそのまま地面に落下、頭蓋骨骨折及び左手首・左腕骨折という重傷に見舞われた。ブラウンは病院に運ばれ、到着時に無反応であると報告された。父ストゥはその後、ブラウンが「生きていて幸運だった」と述べ、スカイ自身はこれまでで最悪の落下だったと述べた。それにもかかわらず、ブラウンは1年延期となった東京オリンピックに出場し、金メダルを争う決意を固めた。2021年4月、ブラウンは東京オリンピックのサーフィン競技に出場することも検討していると述べていた。
2021年6月、ブラウンは東京オリンピックのスケートボード競技におけるイギリス代表に選ばれた。これは1928年アムステルダムオリンピックで女子200メートル平泳ぎに13歳43日で出場したマージェリー・ヒントンを越え、イギリス史上最年少での夏季オリンピック選手になる。2021年7月に、ブラウンはXゲームのスケートボード・女子パークの種目で金メダルを獲得。2021年8月4日に有明アーバンスポーツパークで行われた、2020年東京オリンピックの本大会では、同じくスケートボード・女子パークで銅メダルを獲得、13歳28日でのメダル獲得はイギリス史上最年少でのメダル獲得となった。
2024年パリオリンピックのスケートボード競技・女子パークで92.31点をマークし銅メダルを獲得。

## 戦績
- 2019年スケートボード世界選手権 銅メダル
- 2020年オリンピック 銅メダル
- 2021年X Games 金メダル
- 2022年X Games 金メダル
- 2023年スケートボード世界選手権 金メダル
- 2024年オリンピック 銅メダル

## 受賞歴
- BBC ヤング・スポーツ・パーソナリティー・オブ・ザ・イヤー（2021年）[28]
- ローレウス世界スポーツ賞年間最優秀復帰選手賞（2022年）[29]
- 宮崎県県民栄誉賞（2024年）[30]
- 高鍋町町民栄誉賞（2024年）[30]

### 注記
1. ↑  ただし、東京大会全体を通じてであれば、ヘンド・ザザ（シリア・卓球）や開心那（日本・スケートボード）といったブラウンより若い選手が出場している[23][24]。又、冬季大会を含めたオリンピックイギリス代表であれば、1932年レークプラシッドオリンピックのフィギュアスケート女子シングルに出場したセシリア・カレッジ（当時11歳4カ月）の記録がある[1]。